# سيدريك هوستون
سيدريك هوستون (بالإنجليزية: Cedric Houston)‏ هو لاعب كرة قدم أمريكية أمريكي، ولد في 28 يونيو 1982 في ليتل روك في الولايات المتحدة.

## وصلات خارجية
- سيدريك هوستون على موقع مرجع كرة القدم المحترفة.كوم (الإنجليزية)